# Kazahsztáni ukránok
A kazahsztáni ukránok Kazahsztán egyik nemzeti kisebbsége. Számuk 1989-ben 896 240 fő volt, ami az ország teljes népességének 5,4%-át tette ki; ez 2009-re 333 031 főre (2,1%) csökkent. A kazakok, oroszok és  üzbégek után az ország negyedik legnagyobb népcsoportja.

## Történelem
A 18. század végén számos önkéntes és kényszerű ukrán telepes érkezett Kazahsztánba, Az első ide érkező ukránok száműzött hajdamakok, azaz ukrán paraszt és kozák félkatonai csapatok tagjai voltak, akiket az orosz kormány Kazahsztánba száműzött a sikertelen 1768-as felkelésük után.
A létszámot tekintve sokkal jelentősebb az a bevándorlási hullám, amely a 19. század elején indult az akkoriban az Orosz Birodalomhoz tartozó Ukrajna majdnem minden részéből. Ezek a bevándorlók, mintegy százezer fő, szabad földeket keresve indultak el Kazahsztánba és a szomszédos orosz területekre. A mozgalom különösen nagy lendületet kapott a 20. század elején Pjotr Arkagyjevics Sztolipin orosz miniszterelnök agrárreformjai következtében. 1897 és 1917 között a kazahsztáni ukrán lakosság aránya 1,9%-ról 10,5%-ra nőtt. Kazahsztán északi részén telepedtek le, olyan vidékeken, amelyek leginkább emlékeztettek Ukrajnára. 1917-ben az ukránok tették ki az Akmolai terület lakosságának 29,5%-át, és a Turgaj terület lakosságának 21,5%-át. Az 1926-os népszámláláskor már több mint 860 000 ukrán élt Kazahsztánban.
Az 1930-as években a szovjet kollektivizálás során mintegy 64 000 ukrán kulák családot telepítettek ki Kazahsztánba.
Az első kitelepítések Nyugat-Ukrajnából, Galícia és Volhínia területéről 1939–1940-ben történtek, amikor a Szovjetunió annektálta Nyugat-Ukrajnát. Ezt további deportálások követték, amikor olyan személyeket telepítettek ki Nyugat-Ukrajnából, akiket azzal vádoltak, hogy az Ukrán Nacionalisták Szervezetének tagjai voltak. Ez utóbbiakból mintegy 8000 főt Karagandi melletti munkatáborokba küldtek, és sokan közülük büntetésük letöltése után is ott maradtak.

## Társadalom és kultúra
A kazah állam támogatja az oroszok és az ukránok (illetve más szláv népek) fennmaradását, ezért elősegíti a kulturális identitásuk megőrzését szolgáló úgynevezett „nemzeti-kulturális központok” létesítését. Egy 2016-os tanulmány szerint 23 ilyen kulturális központ létezett, egy állami alapítású ukrán nyelvű hetilapot adnak ki, és a helyi televízióstúdiók ukrán nyelvű műsorokat is sugároznak. Ennek ellenére, az 1999-es népszámlálás szerint az országban élő ukránoknak csak 36,6%-a jelölte meg anyanyelveként az ukrán nyelvet; ez az arány 1926-ban még 78,7% volt.

## Fordítás
Ez a szócikk részben vagy egészben  az   Ukrainians in Kazakhstan című angol Wikipédia-szócikk ezen változatának fordításán alapul.  Az eredeti cikk szerkesztőit annak laptörténete sorolja fel. Ez a jelzés csupán a megfogalmazás eredetét és a szerzői jogokat jelzi, nem szolgál a cikkben szereplő információk forrásmegjelöléseként.